# Falkenhain (Lossatal)

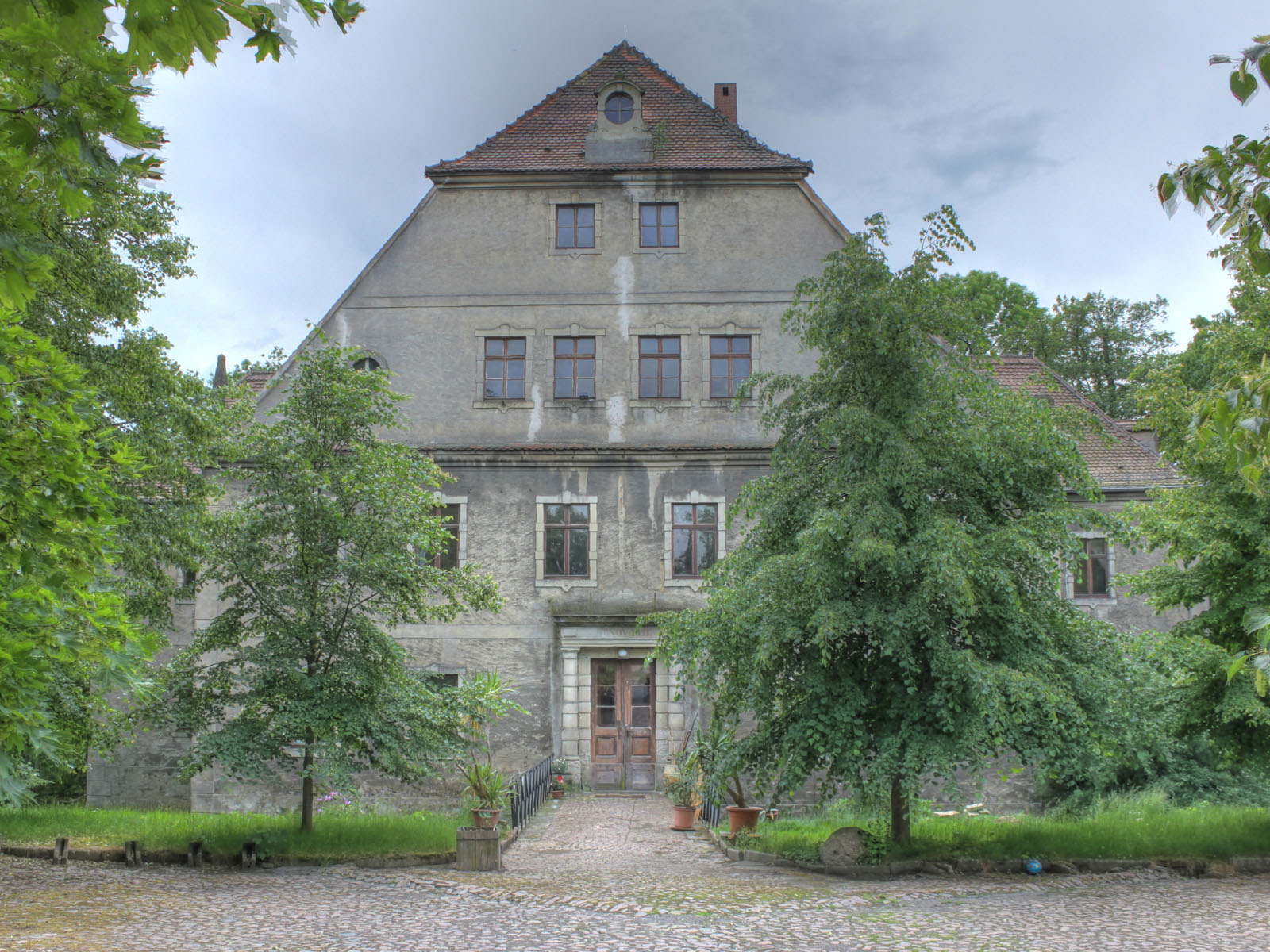
Schloss Falkenhain

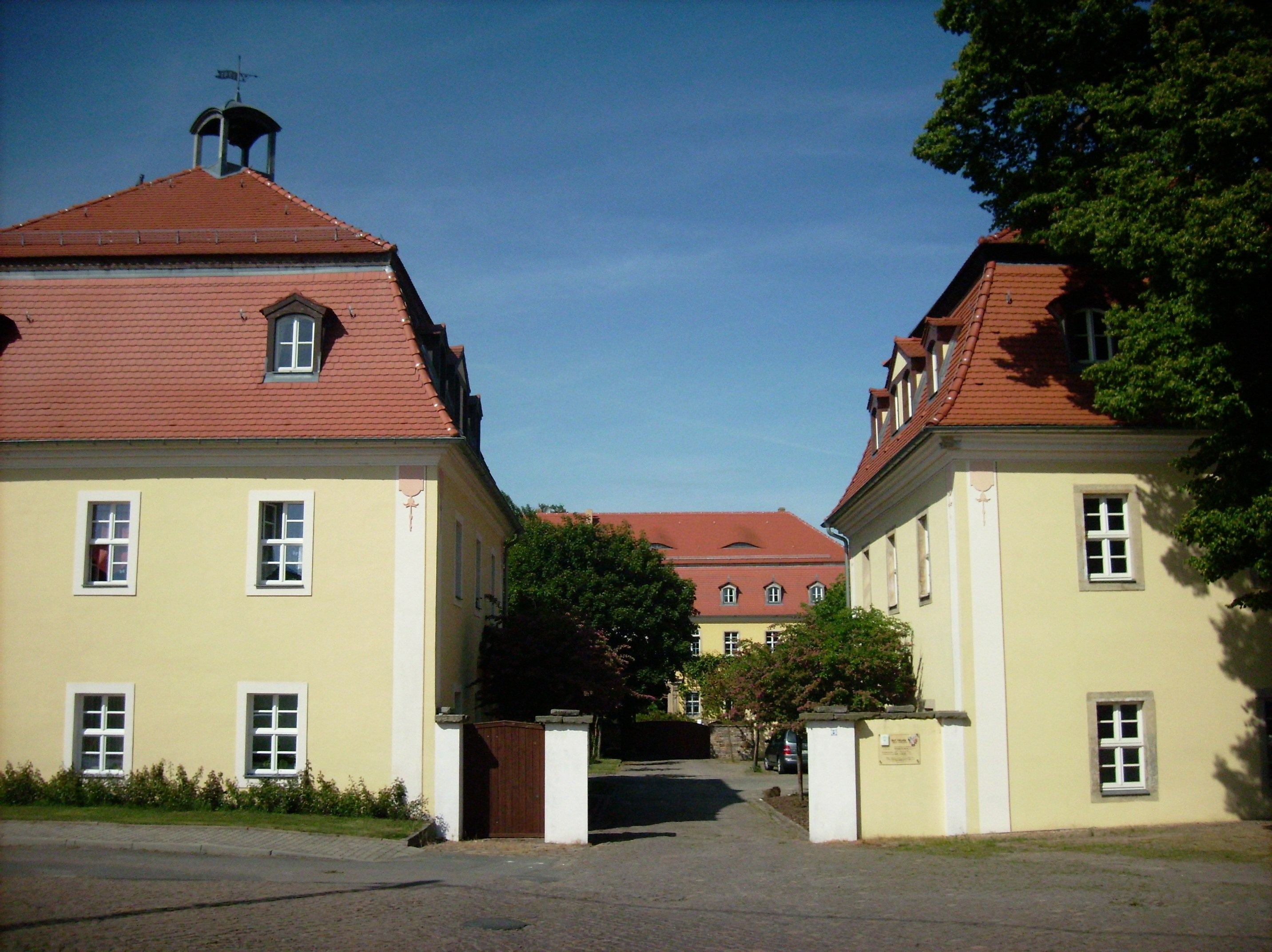
Schloss Heyda

Falkenhain ist ein Ortsteil von Lossatal im Nordosten des Landkreises Leipzig in Sachsen.

## Geografie
Falkenhain liegt am Westrand der Dahlener Heide, etwa zehn Kilometer ostnordöstlich von Wurzen. Durch den Süden des Gemeindegebietes führen die B 6 und die Bahnstrecke Leipzig–Dresden. Durch die Gemeinde fließt die Lossa.

## Geschichte
Zwei bronzezeitliche Gräberfelder bei Frauwalde zeugen von einer frühen Besiedlung der Gegend.
Falkenhain wurde im Jahr 1198 in der Stiftungsurkunde anlässlich der Kirchweihe in Sitzenroda urkundlich erwähnt. Der Ortsname wurde entweder vom sorbischen Götzenname Valko oder vom deutschen Lokator Falko abgeleitet. Der Ort galt lange Zeit als Stammsitz des Adelsgeschlechts Falkenhayn, ein „Conrad von Falkenhain“ wurde 1231 erwähnt, „Henningus de Valkinhain“ 1284. Wohl schon vor 1424 wurde die Familie von Kühnitzsch belehnt, bald darauf folgten die Truchsesse von Wellerswalde und Bornitz, ab 1557 Georg von Koseritz, von 1605 bis 1785 die Lüttichau und danach bis 1945 die Carlowitz. Bekannteste Vertreter der Familie waren damals der Major Anton von Carlowitz (1823–1871) und später sein Sohn Oberst Georg Anton von Carlowitz (1866–1945). Sein Besitztum umfasste inmitten der 1920er Jahre 500 ha Land. Georg von Carlowitz schlug nach seinem Abitur zunächst eine militärische Laufbahn ein und hatte nachfolgend mehrere Ehrenämter inne. Er war unter anderem letzter Senior des Geschlechtsvereins und letzter legitimer Träger des besonderen Titels Erbvierritter des Heiligen Römischen Reiches. Gleichfalls war er Kommandeur II. Klasse des Sächsischen Militär-St. Heinrichs-Ordens.
Im benachbarten Heyda befand sich ursprünglich ein Vorwerk, ab 1551 ein eigenes Rittergut. Besitzer waren nacheinander die Familien von Schleinitz, ab ca. 1650 die Leipziger, dann die von Lüttichau, von Hartitzsch und von Carlowitz. Ab 1698 entstand unter Einbeziehung von Teilen des Vorgängerbaus von 1576 ein langgestrecktes Barockschloss, das 1806 in der Seitenfront verlängert wurde, sowie ein geräumiger Hof mit zwei Kavaliershäusern, die die Einfahrt flankieren. Eigentümer waren hier der Domherr zu Meißen Alfred von Carlowitz-Harlitzsch (1817–1863), dann der Kammerherr und Schloßhauptmann Hans-Georg (1851–1935) sowie deren gemeinsame Erben des Rittergutes mit 380 ha. Nach 1990 wurde das Gut von der Familie von Carlowitz zurückerworben und das Schloss saniert.
Frauwalde wurde am 1. Juli und Heyda am 1. Dezember 1972 in die Gemeinde Falkenhain eingegliedert. Am 1. April 1997 wurden Dornreichenbach und Kühnitzsch eingemeindet. Am 1. Januar 1999 kamen Thammenhain und Meltewitz hinzu.
Der Abbau von Gesteinen in der Umgebung von Dornreichenbach (sogenannter Dornreichenbacher Quarzporphyr) ist sehr alt und wird bis heute in großen Mengen betrieben. Für die Pflasterung und Schotterung sächsischer Straßen haben die Steinbrüche der Region seit dem 19. Jahrhundert eine große Bedeutung. Ferner wurden Mauersteine und einfache Steinmetzobjekte hergestellt.
Am 1. Januar 2012 wurde die bis dahin eigenständige, verwaltungsgemeinschaftsfreie Gemeinde Falkenhain in die Gemeinde Lossatal eingegliedert. Letzter Bürgermeister war der 2006 gewählte Gerd Härtel, der mit 41 Prozent der Stimmen im Amt bestätigt wurde.

## Wappen

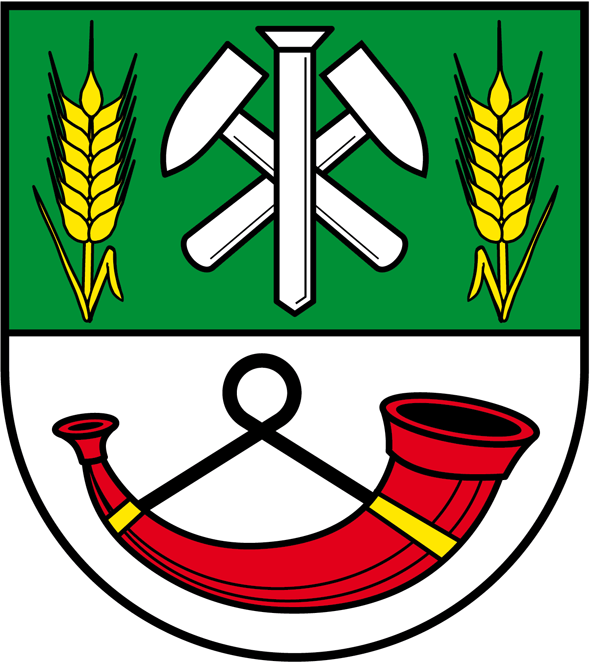
Ortswappen von Falkenhain (Lossatal)

Blasonierung: „Geteilt von Grün und Silber; oben schräggekreuzt zwei silberne Hämmer, überdeckt von einem silbernen Meißel und beseitet von zwei goldenen Ähren an beblätterten Halmen; unten ein rotes Hifthorn mit goldenen Beschlägen an schwarzem Band.“
Das Wappen von Falkenhain (Lossatal) ist das erste Wappen eines nicht selbstständigen Ortsteils in Sachsen, das unter der Registratur 3 SN am 3. Januar 2012 in die Deutsche Ortswappenrolle des HEROLD eingetragen und dokumentiert wurde. Gestiftet wurde es vom Ortschaftsrat Falkenhain, um es als Symbol der örtlich-lokalen Identität außerhalb von Amtshandlungen zu führen. Die Gestaltung übernahm der Kommunalheraldiker Jörg Mantzsch, der es zur Beurkundung führte.
Hämmer und Meißel stehen für den Steinabbau, die Ähren für die Landwirtschaft als wesentliche Wirtschaftsgrundlage der Vergangenheit, während das Hifthorn aus dem Wappen derer von Falkenhain entlehnt ist.
Der von Grün und Silber geteilte Schild nimmt mit der Farbe Grün Bezug auf die natürliche Umgebung Falkenhains, das an der Dahlener Heide grenzt.

## Sehenswürdigkeiten

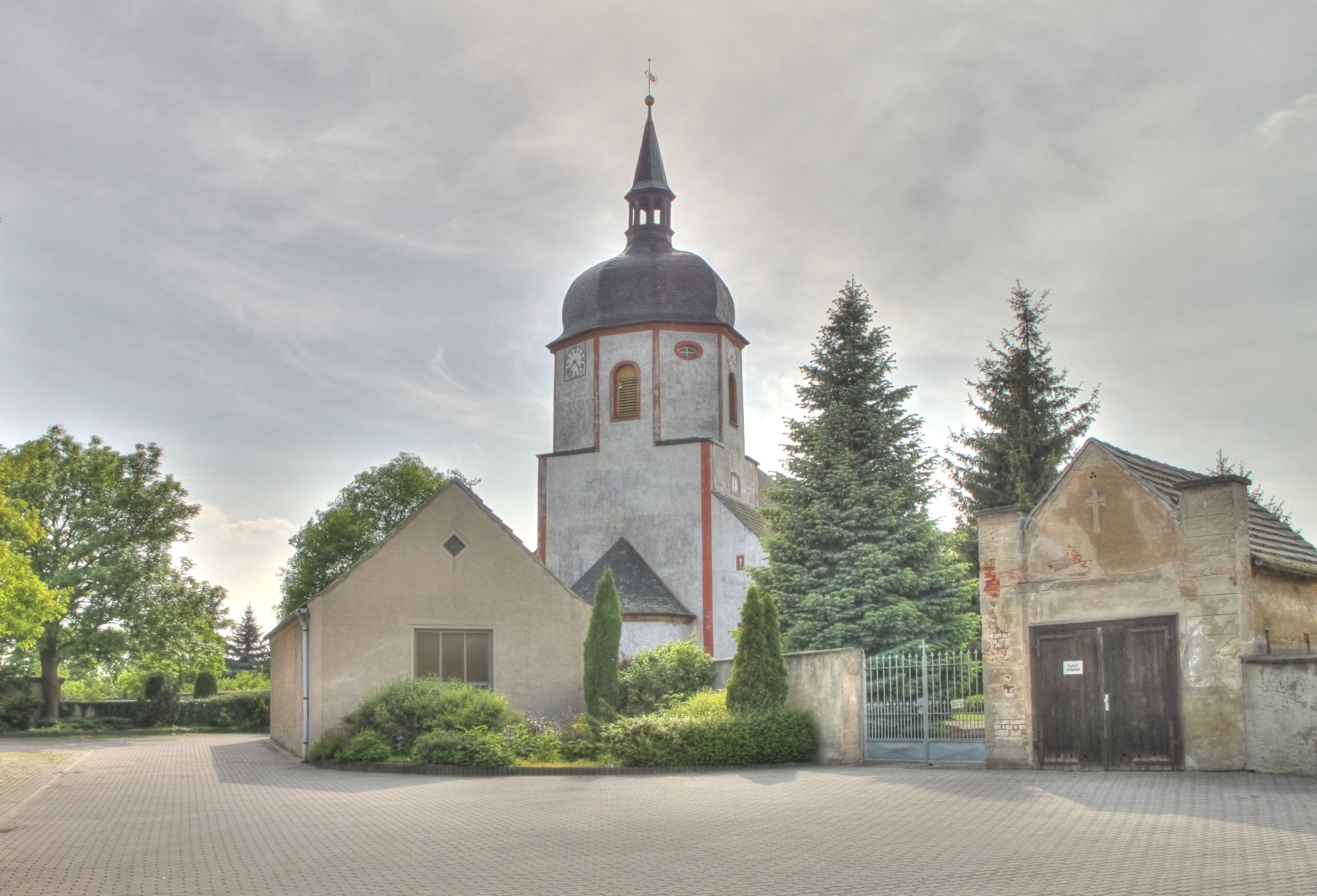
Kirche Falkenhain

- Schloss

## Bildung
In Falkenhain befindet sich die Oberschule im Lossatal.

## Wirtschaft
In Falkenhain werden ein Kartoffellagerhaus und eine seit 1910 bestehende Käsemanufaktur (z. B. Altenburger Ziegenkäse) betrieben.

## Persönlichkeiten
- Hermann Pöge (1840–1894), Unternehmer
- Reinhardt Hassa (* 1952), Manager
- Holger Pohland (* 1963), Leichtathlet